# Eclipse lunar de 31 de dezembro de 2009

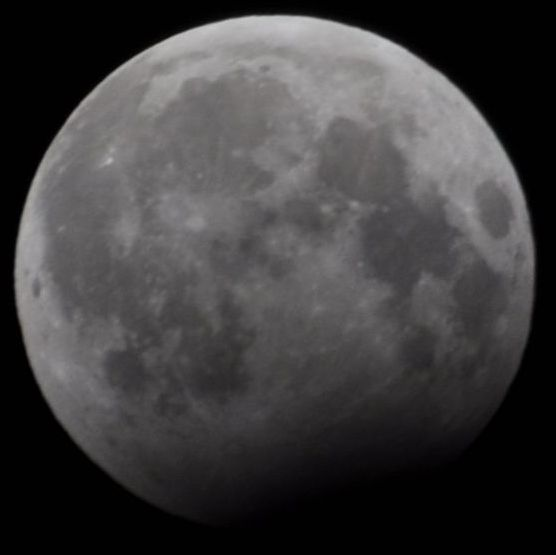
Máximo do eclipse visto de Munster, na Irlanda

O eclipse lunar de 31 de dezembro de 2009 foi um eclipse parcial, o quarto e último de quatro eclipses lunares do ano, e único como parcial. Teve magnitude penumbral de 1,0556 e umbral de 0,0764. Teve duração de exatamente de 1 hora (60 minutos). Também o último do ano e também, o último eclipse da década de 2000. Pôde ser visto da África, Ásia, e Oceania.

## Como foi o eclipse?
Uma pequena mordida na Lua pode ter sido visível no máximo, embora apenas 8% da Lua tenha sido sombreada em um eclipse parcial que durou exatamente 1 hora e era visível na Ásia, Australásia, Europa e África. Um sombreamento através da lua da sombra penumbral da Terra deveria ter sido visível no eclipse máximo.
O disco lunar passou pela borda da extremidade norte da sombra da Terra, fazendo com que apenas a porção norte da superfície ficasse escura, no interior da umbra, enquanto o restante da superfície se encontrou na faixa penumbral, perdendo gradualmente o seu brilho à medida que se aproxima da região atingida pelo cone de sombra. Dessa forma, a Lua se apresentou com seu trecho sul "comido" pela sombra terrestre.

## Série Saros
Eclipse pertencente ao ciclo lunar Saros de série 115, sendo este de número 57, totalizando 72 eclipses da série. O eclipse anterior do ciclo foi o eclipse parcial de 21 de dezembro de 1991, e o eclipse seguinte será com o eclipse parcial de 12 de janeiro de 2028.

## Cronologia
Tabela que mostra os principais momentos do fenômeno.
| Horário (UTC) | Fase                    |
| ------------- | ----------------------- |
| 17h17         | A Lua entra na penumbra |
| 18h52         | A Lua entra na sombra   |
| 19h22         | Meio do eclipse         |
| 19h52         | A Lua sai da sombra     |
| 21h28         | A Lua sai da penumbra   |

## Galeria de imagens

### Ásia

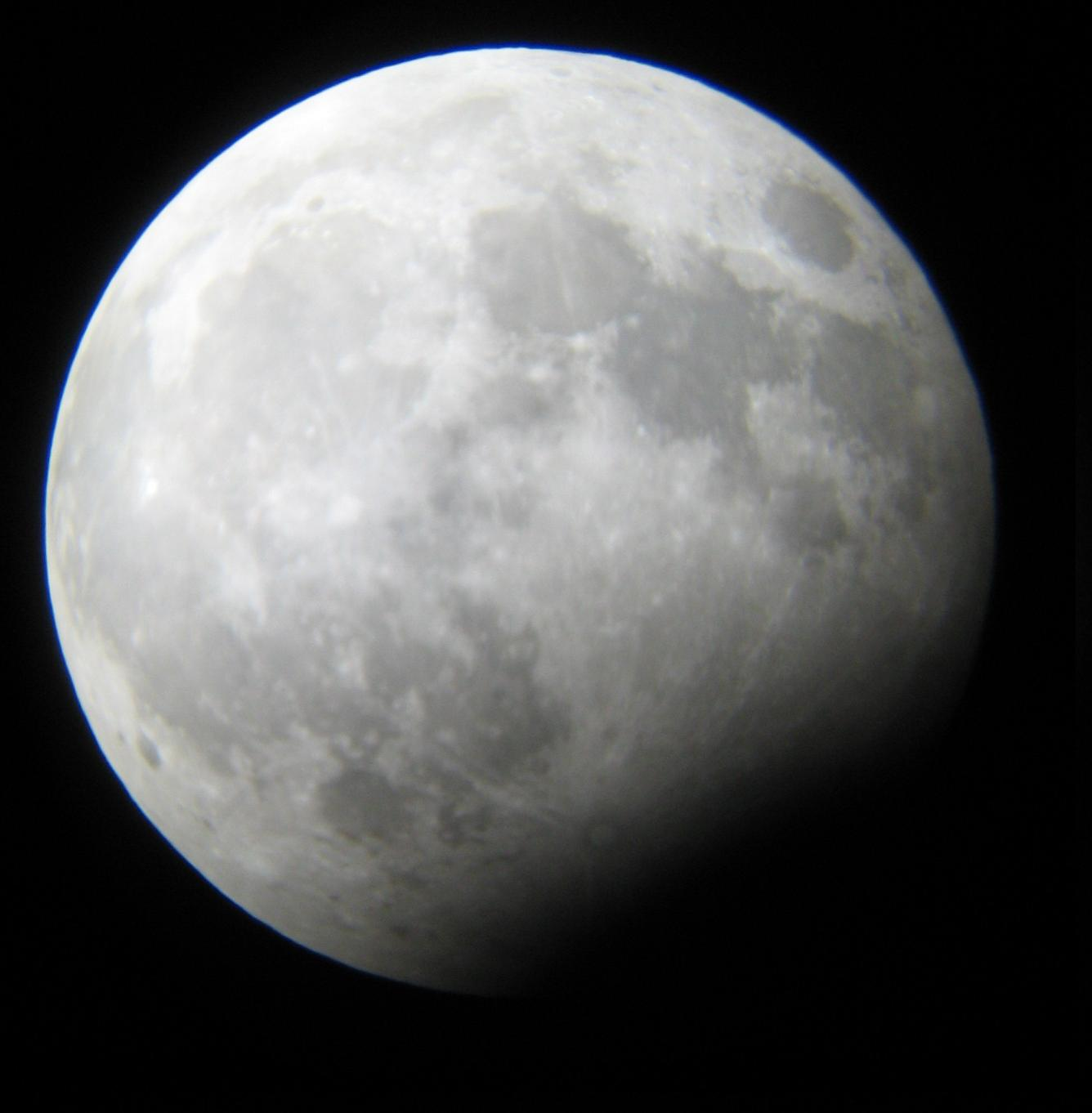
Degania Alef, Israel, no máximo
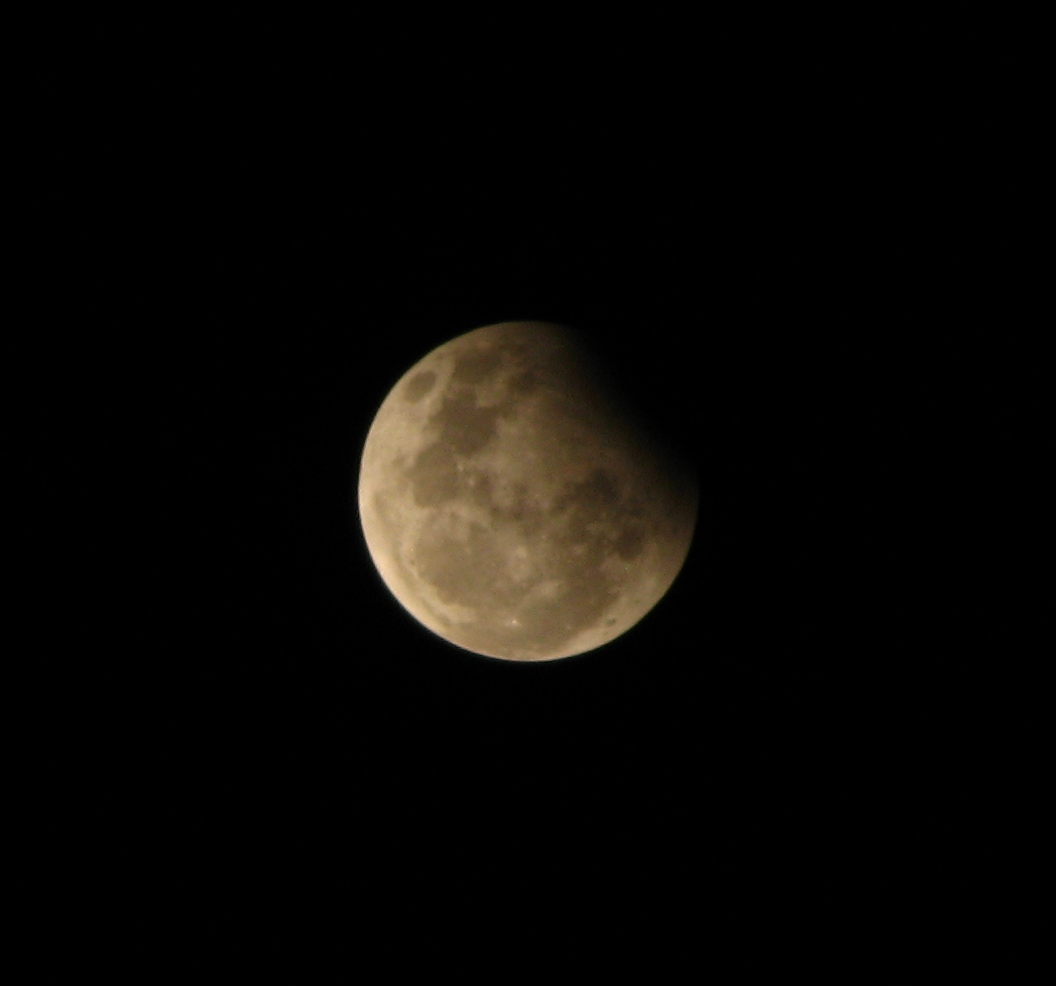
Chennai, Índia
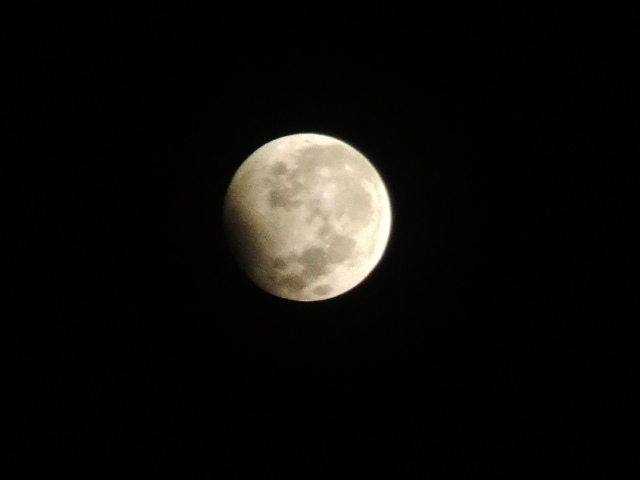
Nonthaburi, Tailândia
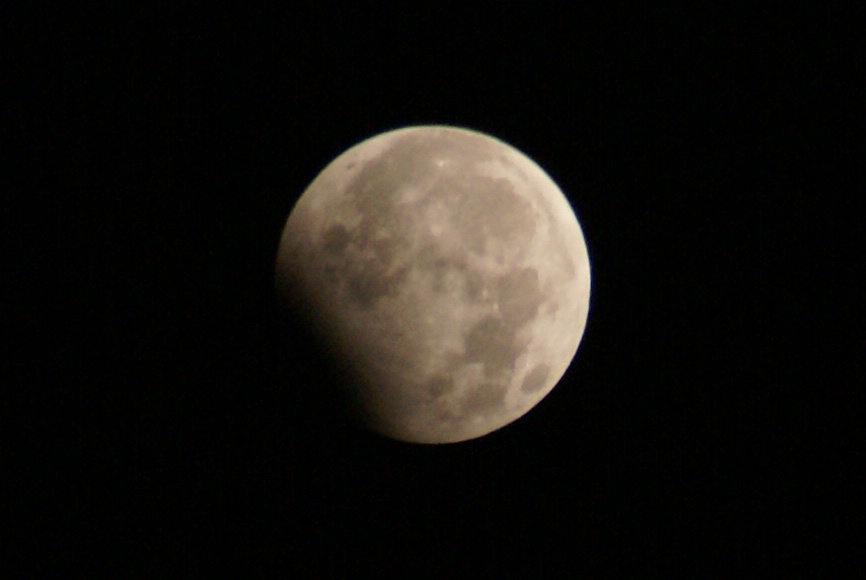
Qingdao, China
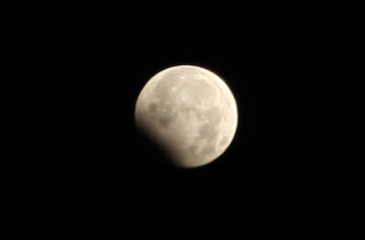
Pequim, China, na maior momento

Degania Alef, Israel

### Europa

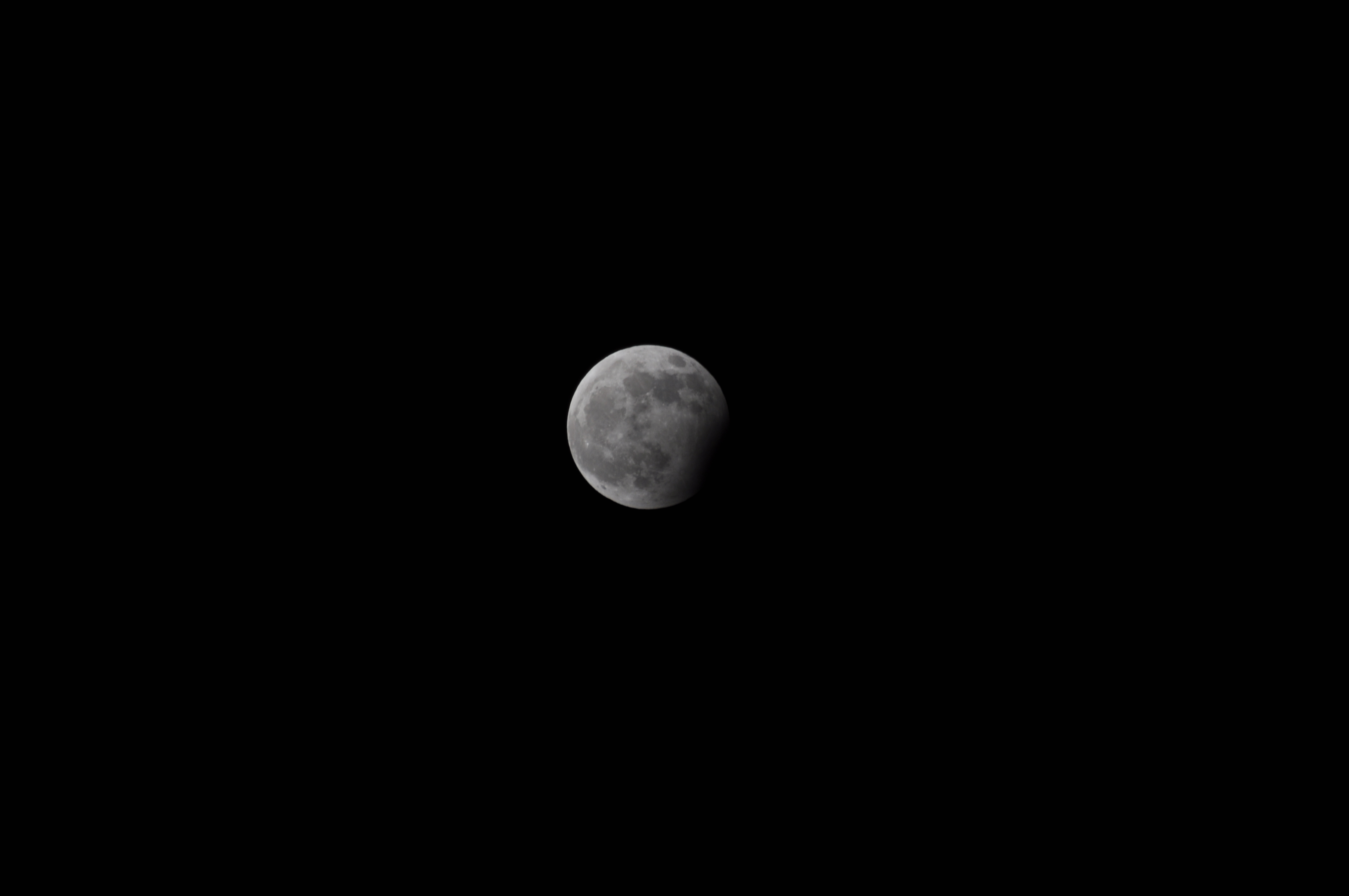
Munster, Irlanda
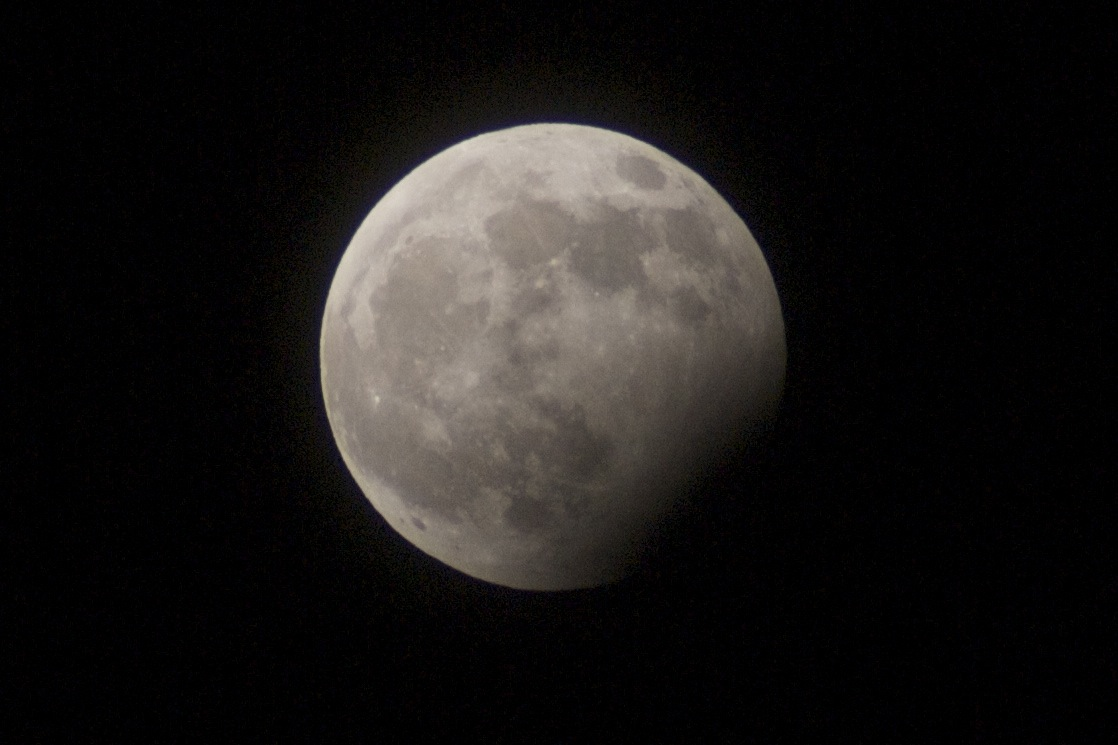
Sheffield, Reino Unido
Animação de Belfort, França
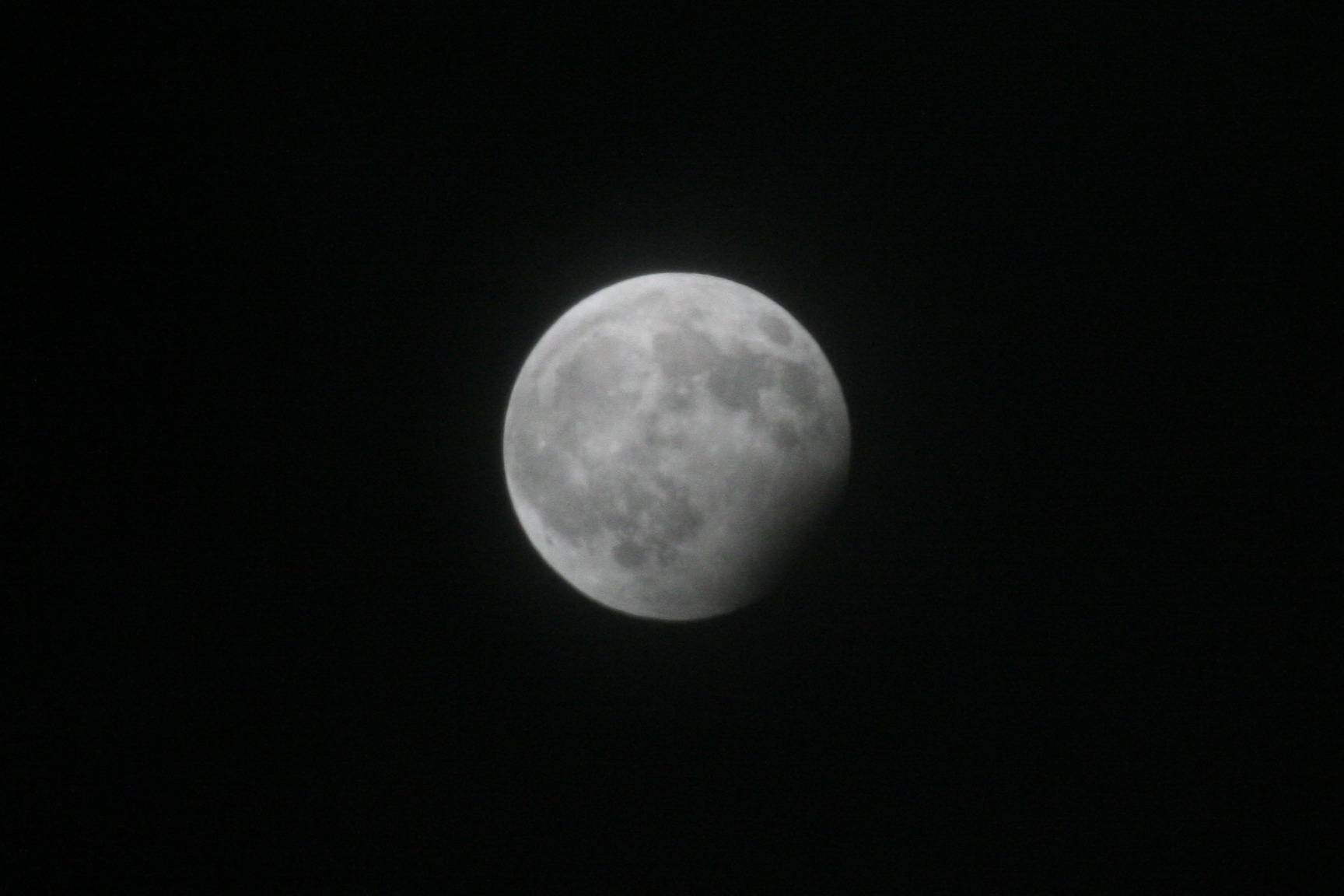
Helsínquia, Finlândia